# Championnats de France de patinage artistique 1975
Navigation
Championnats de France 1974 Championnats de France 1976
Les championnats de France de patinage artistique 1975 ont eu lieu à patinoire Bocquaine à Reims pour 3 épreuves : simple messieurs, simple dames et couple artistique. 
La patinoire de La Garde, située sur la commune de La Garde près de Toulon, a accueilli l'épreuve de danse sur glace.

## Faits marquants
- Jean-Roland Racle conquiert son septième et dernier titre national dans la catégorie des couples. Il a conquis tous ces titres avec trois partenaires différentes: Fabienne Etlensperger, Florence Cahn et Pascale Kovelmann.

## Podiums
| Épreuves                            | Or                                    | Argent                           | Bronze                                |
| Messieurs résultats détaillés       | Didier Gailhaguet                     | Gilles Beyer                     | Jean-Christophe Simond                |
| Dames résultats détaillés           | Marie-Claude Bierre                   | Sabine Fuchs                     | Marie-Reine Le Gougne                 |
| Couples résultats détaillés         | Pascale Kovelmann / Jean-Roland Racle | Véronique Levan / Philippe Ramon | -                                     |
| Danse sur glace résultats détaillés | Marie-Joëlle Michel / Frédéric Garcin | Muriel Boucher / Yves Malatier   | Frédérique Ramlot / Dominique Laurent |

## Détails des compétitions
(Détails des compétitions encore à compléter)

### Messieurs
| Rang | Nom                    |
| ---- | ---------------------- |
| 1    | Didier Gailhaguet      |
| 2    | Gilles Beyer           |
| 3    | Jean-Christophe Simond |
| ...  |                        |

### Dames
| Rang | Nom                   |
| ---- | --------------------- |
| 1    | Marie-Claude Bierre   |
| 2    | Sabine Fuchs          |
| 3    | Marie-Reine Le Gougne |
| ...  |                       |

### Couples
| Rang | Nom                                   |
| ---- | ------------------------------------- |
| 1    | Pascale Kovelmann / Jean-Roland Racle |
| 2    | Véronique Levan / Philippe Ramon      |

### Danse sur glace
| Rang | Nom                                   |
| ---- | ------------------------------------- |
| 1    | Marie-Joëlle Michel / Frédéric Garcin |
| 2    | Muriel Boucher / Yves Malatier        |
| 3    | Frédérique Ramlot / Dominique Laurent |
| ...  |                                       |

## Sources
- Le livre d'or du patinage d'Alain Billouin, édition Solar, 1999